# Indestructible (album de Véronique Sanson)
Pour les articles homonymes, voir Indestructible.
 (mars 2018).
Si vous disposez d'ouvrages ou d'articles de référence ou si vous connaissez des sites web de qualité traitant du thème abordé ici, merci de compléter l'article en donnant les références utiles à sa vérifiabilité et en les liant à la section « Notes et références ».
Albums de Véronique Sanson
Comme ils l'imaginent D'un papillon à une étoile
Indestructible est le onzième album studio de Véronique Sanson. Classé deuxième au top album en France, il a été certifié double disque d'or en 1998 pour plus de 200 000 exemplaires vendus.

## Titres
| No  | Titre                           | Durée |
| --- | ------------------------------- | ----- |
| 1.  | Indestructible                  | 4:12  |
| 2.  | Les Tyrans                      | 4:51  |
| 3.  | Un amour qui m'irait bien       | 3:47  |
| 4.  | Hôtel Biron-Chambre 22          | 2:57  |
| 5.  | Histoire sans intérêt           | 4:08  |
| 6.  | Les Fiancés                     | 4:56  |
| 7.  | Un être idéal                   | 3:54  |
| 8.  | Dans la même ville              | 4:03  |
| 9.  | J'ai l'honneur d'être une fille | 4:02  |
| 10. | Je me suis tellement manquée    | 3:48  |

## Singles
- Un être idéal - 1998 (n°34 France)
- Un amour qui m'irait bien - (single promo) 1998
- Je me suis tellement manquée - (single promo) 1998

## Musiciens
- Arrangements & Direction musicale : Hervé Le Duc
- Basses : Michael Rhodes, Leland Sklar
- Batteries : Chad Cromwell, Curt Bisquera
- Chœurs : Bernard Swell, Aaron Heff, Martine Bernard, Rachelle Jeanty
- Claviers, Programmations, Sound Design : Hervé Le Duc & Philippe Osman
- Cuivres : Steve Madaïo & Lee R. Thornburg (Trompettes), Lon Price (Saxophone) & Nick Lane (Trombone)
- Guitare : Philippe Osman, Basil Fung, Michael Thompson
- Percussions : Sheila E